# Himawari no Yakusoku
Himawari no Yakusoku (ひまわりの約束?), conosciuto in Italia con il titolo La promessa del girasole, è un singolo rilasciato da Motohiro Hata. È stato pubblicato in due versioni, di cui un'edizione limitata disponibile fino alla fine di dicembre 2014. Questa canzone è stata usata come sigla finale per Doraemon - Il film e, tempo dopo, anche come sigla finale per la terza stagione di Non mi stuzzicare, Takagi!.

## Posizioni
| Hit parade                        | Massima posizione |
| --------------------------------- | ----------------- |
| Oricon Weekly Singles Chart       | 10                |
| Billboard Billboard Japan Hot 100 | 2                 |